# Gryllotalpa pluvialis
Gryllotalpa pluvialis is een rechtvleugelig insect uit de familie veenmollen (Gryllotalpidae). De wetenschappelijke naam van deze soort is voor het eerst geldig gepubliceerd in 1913 door Mjoberg.